# Вечеря

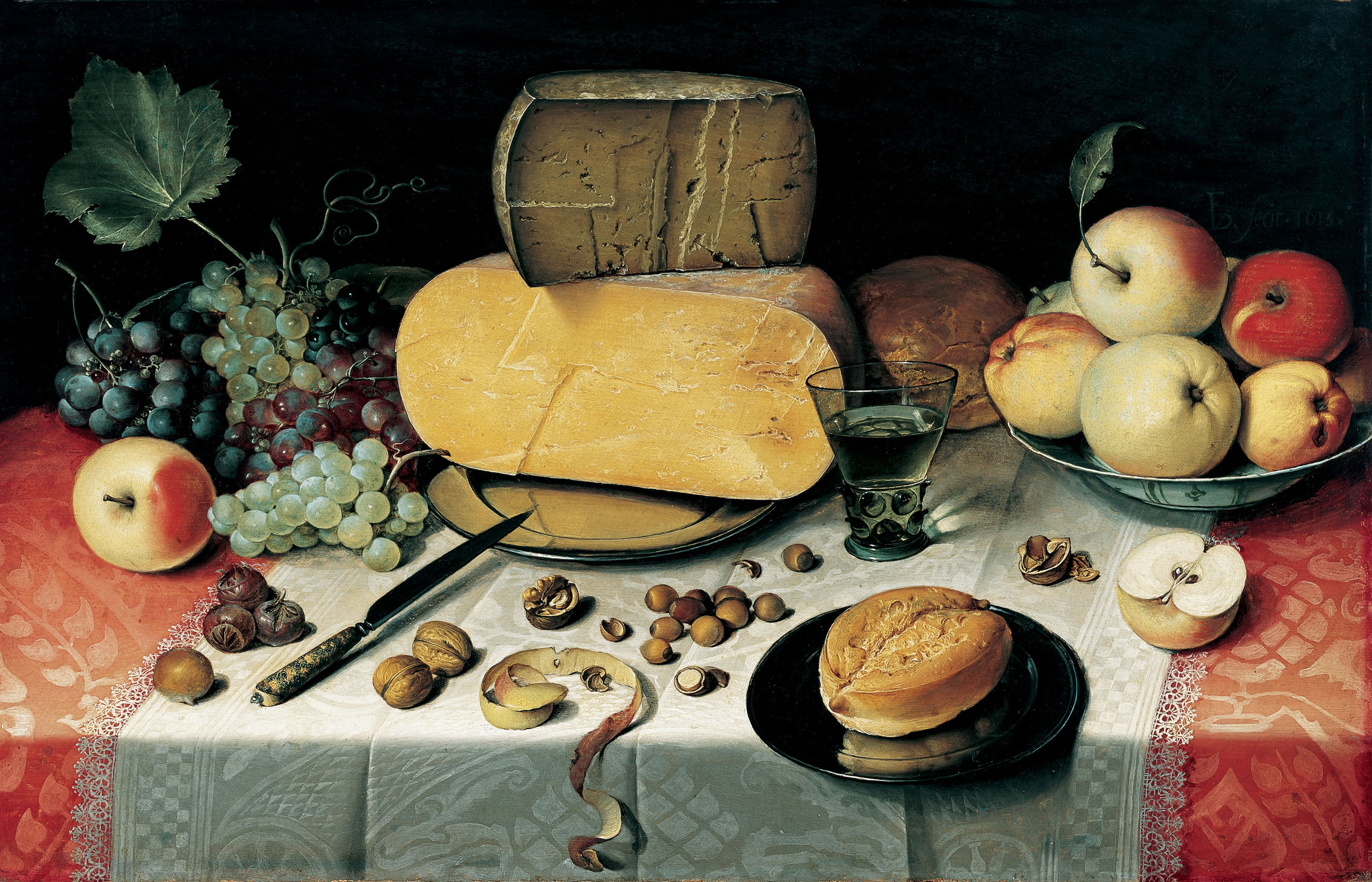

Вече́ря (дав.-гр. δεῖπνον) — останнє споживання їжі в кінці дня, як правило ввечері або вночі. Вечеря є одним з основних споживань їжі. Також вечерею називають саму їжу, приготовану для вечірнього споживання їжі.
У готелях вечеря є частиною напівпансіону та повного пансіону.